# Pete Sessions
Peter Anderson Sessions, detto Pete (Waco, 22 marzo 1955), è un politico statunitense, membro della Camera dei Rappresentanti per lo stato del Texas dal 1997 al 2019 e poi nuovamente dal 2021.

## Biografia
Figlio del direttore dell'FBI William S. Sessions, Pete Sessions nacque a Waco. Dopo gli studi trovò impiego nel settore delle telecomunicazioni.
Entrato in politica con il Partito Repubblicano, nel 1991 perse un'elezione speciale per la Camera dei Rappresentanti. Nel 1994 si candidò nuovamente, sfidando il deputato democratico in carica John Wiley Bryant: Sessions fu sconfitto di misura, ma due anni dopo Bryant lasciò il seggio e Sessions si ricandidò, riuscendo a vincere le elezioni. Da allora fu riconfermato per altri dieci mandati, finché nel 2018 venne sconfitto dall'avversario democratico Colin Allred e lasciò il Congresso dopo ventidue anni di permanenza.
Nel 2020 si candida nuovamente al Congresso spostandosi nel distretto n. 17, a circa 160 km dal suo precedente distretto, comprando anche una casa a Waco, comune ricadente nel distretto in cui aveva già vissuto in gioventù. La sua candidatura fu accolta in modo freddo da alcuni repubblicani attivi nel distretto tra cui il deputato uscente Bill Flores. Nonostante ciò, riuscì a vincere delle affollate primarie repubblicane con 12 candidati avanzando alle elezioni generali vinte facilmente in un distretto fortemente repubblicano contro la democratica Renee Swann e tornando quindi al Congresso.
Session si configura come un repubblicano conservatore. Dopo il divorzio dalla prima moglie Juanita, con la quale ha avuto due figli, Sessions si è risposato con la politica Karen Diebel.